# The Glass Prison
"The Glass Prison" je prva pjesma s albuma Six Degrees of Inner Turbulence (izdan 2002. godine) američkog progresivnog metal sastava Dream Theater. Tekst pjesme napisao je bubnjar Mike Portnoy, a govori o njegovom iskustvu s alkoholizmom.
"The Glass Prison" je ujedno i prva skladba Portnoyeve suite Alcoholics Anonymous. Četiri nastavka suite, "This Dying Soul", "The Root of All Evil", "Repentence" i "The Shattered Fortress" nalaze se na predstojećim albumima, "Train of Thought", "Octavarium", "Systematic Chaos" i "Black Clouds & Silver Linings". Nastavci suite povezani su u glazbi i tekstovima. Suita se također smatra nastavkom na pjesmu "The Mirror" (s albuma Awake) u kojoj Portnoy također govori o svojem iskustvu s alkoholom, ali koja nije dio Alcoholics Anonymous suite. 
Šum koji se čuje na kraju pjesme "Finally Free" s prethodnog albuma Metropolis Pt. 2: Scenes from a Memory, također se čuje i na početku pjesme "The Glass Prison". 
Suita je podijeljena na dvanaest dijelova, a skladba "The Glass Prison" obuhvaća prva tri:
- I. Reflection (prijevod s engl. odraz)
- II. Restoration (prijevod s engl. obnova)
- III. Revelation (prijevod s engl. otkrivenje)

## Izvođači
- James LaBrie - vokali
- John Petrucci - električna gitara
- John Myung - bas-gitara
- Mike Portnoy - bubnjevi
- Jordan Rudess - klavijature

## Vanjske poveznice
- Službene stranice sastava Dream Theater